# Robert McCabe
Robert McCabe (geb. 1934 in Chicago) ist ein US-amerikanischer Fotograf. Er ist seit 1954 vor allem in Griechenland tätig, hat aber auch in Frankreich, Italien, den USA, auf Kuba, in China und in der Antarktis fotografiert.

## Lebensweg
Der im Jahr 1934 in Chicago geborene Robert McCabe wuchs in Rye, New York, auf. Sein Vater arbeitete für eine illustrierte Zeitung in New York City. Er schenkte seinem fünfjährigen Sohn im Jahr 1939 eine Rollfilm-Kastenkamera vom Typ Kodak Baby Brownie. Zunächst machte Robert McCabe Aufnahmen von Ereignissen mit Nachrichtenwert, etwa Wirbelstürmen, Überschwemmungen, Auto- und Zugunfällen. McCabe lebte drei Jahre lang in West-Massachusetts. Da sich dort nicht allzu viel mit Nachrichtenwert ereignete, begann McCabe, Personen, Stillleben und Landschaften zu fotografieren.
Im Jahr 1954, im Alter von 20 Jahren, unternahm McCabe zusammen mit seinem Bruder eine Europa-Reise, die ihn nach Frankreich, Italien und Griechenland führte. In Griechenland besuchte er unter anderem die Grabungsstätte von Mykene, wo er die Arbeit der Archäologen fotografisch dokumentierte. In den Jahren 1955 und 1957 unternahm McCabe weitere Reisen nach Griechenland, wo er auf den Kykladen-Inseln für die Zeitschrift National Geographic in Farbe fotografierte. In den Jahren 1954 und 1955 fanden McCabes erste Fotoausstellungen in der Firestone-Bibliothek der Universität Princeton (New Jersey) statt, seine Schwarzweiß-Fotos wurden auch in einer anschließenden Wanderausstellung gezeigt. Eine Auswahl von McCabes Fotografien wurde 1967 in der Galerie im Olympic Tower in New York City unter der Schirmherrschaft des griechischstämmigen, US-amerikanischen Filmfirmen-Managers Spyros Skouras ausgestellt. Auch in Griechenland fanden etliche Ausstellungen der Fotografien McCabes statt.
1979 wurde McCabe erstes Fotobuch, Metamorphosis, veröffentlicht. Seitdem sind noch etwa 15 weitere Fotobücher und Kataloge von Robert McCabe erschienen. Sie geben McCabes Fotos aus Griechenland, Frankreich, Italien, New York City, den Neu-England-Staaten der USA, der kubanischen Hauptstadt Havanna, aus China und der Antarktis wieder.
Im Jahr 2020 wurde McCabe ehrenhalber die griechische Staatsbürgerschaft verliehen. Bis heute lebt der umtriebige Fotograf einen großen Teil des Jahres in Athen, im Stadtteil Anafiotika nahe der Akropolis.

## Links
- Fotos von Robert McCabe in: The Sotiris Felios Collection, https://felioscollection.gr/en/artists/mccabe-robert/

- Robert McCabe: “The Greeks and Their Seas”, A selection of photographs from the forthcoming book by Robert McCabe, in: Greece-Is, 31. März 2021, https://www.greece-is.com/robert-mccabe-the-greeks-and-their-seas/

- Fotos von Robert McCabe aus Athen in den 1950er Jahren, in: This is Athens, https://www.thisisathens.org/de/kunst-unterhaltung/bildende-kunst/altes-athen-robert-mccabe

- Elena Sendona, „Robert A. McCabe: The American Photographer Who Has Captured Greece Like Nobody Else“, in: Beyond Greek Salad, 27. März 2021, https://www.beyondgreeksalad.com/2021/03/27/robert-a-mccabe-the-american-photographer-who-has-captured-greece-like-nobody-else/